# Claudia Gather

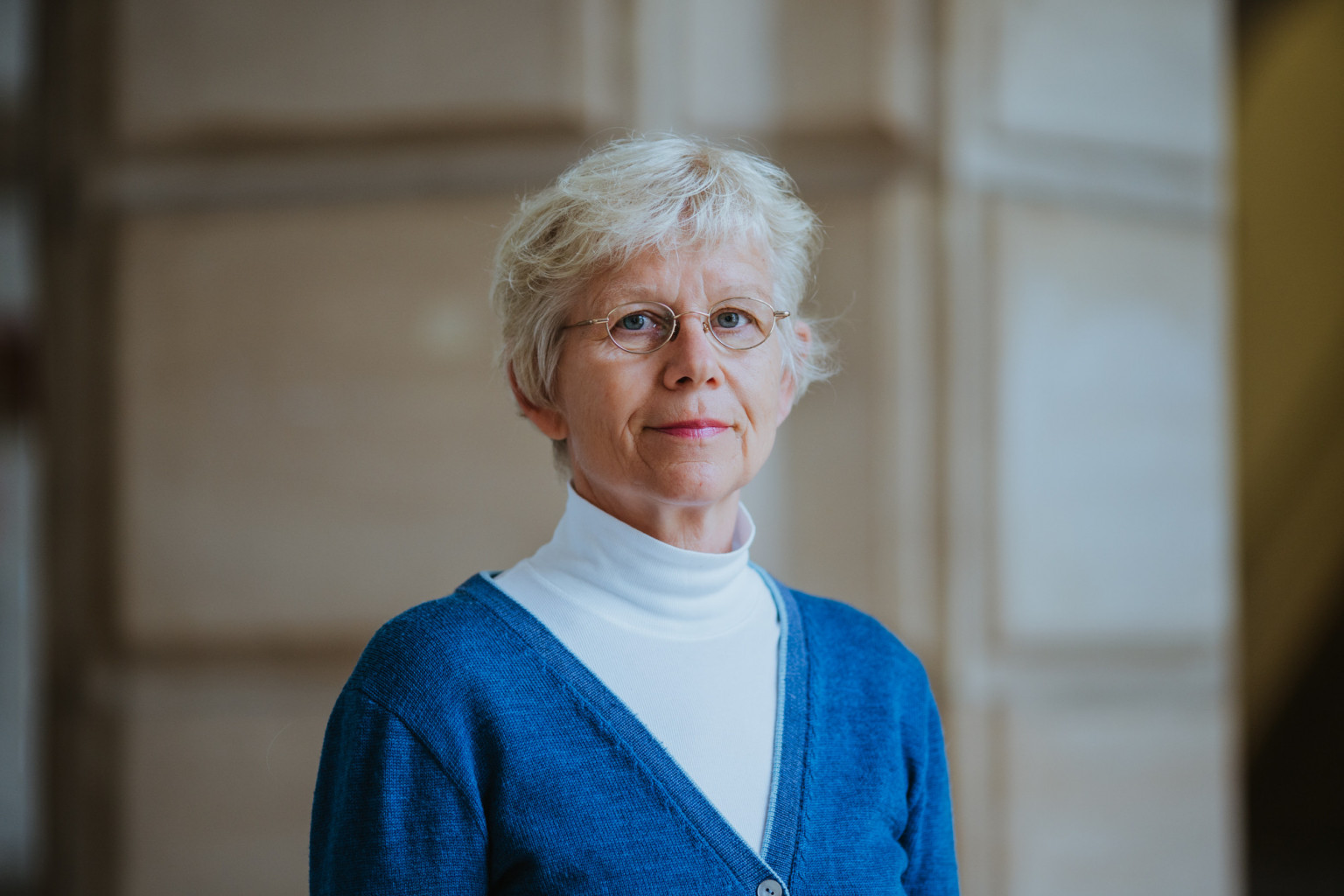
Claudia Gather

Claudia Gather (* 1956 in Mönchengladbach) ist eine emeritierte Wirtschaftswissenschaftlerin, Sozialwissenschaftlerin und Hochschullehrerin mit dem Schwerpunkt Ökonomie und Geschlechterverhältnisse. Sie war bis April 2020 Direktorin des Harriet-Taylor-Mill‐Instituts für Ökonomie und Geschlechterforschung an der Hochschule für Wirtschaft und Recht Berlin und ist seitdem stellvertretende Direktorin.

## Beruflicher Werdegang
Claudia Gather studierte Soziologie an der Universität Trier sowie an der FU Berlin und arbeitete als wissenschaftliche Mitarbeiterin sowohl an der TU Berlin als auch an der FU Berlin. Sie hatte Gast- und Vertretungsprofessuren für Soziologie und Geschlechterforschung an der University of Florida (USA) und der Johann-Wolfgang-Goethe-Universität Frankfurt/Main inne. An der Fachhochschule Hildesheim/Holzminden/Göttingen war sie Professorin für Soziologie und Standortdekanin.
Gather war 1987–89 Mitgründerin der Frauen-Genossenschaft WeiberWirtschaft, einem Gründerinnenzentrum in Berlin-Mitte. Sie war dort von 1990 bis 1997 ehrenamtliches Vorstandsmitglied und von 1997 bis 2004 Aufsichtsratsvorsitzende der Genossenschaft. In Anerkennung ihrer Verdienste ist eine Gewerbeeinheit im 6. Stock des Vorderhauses nach ihr benannt.

## Forschung
Der Schwerpunkt ihrer wissenschaftlichen Arbeit liegt auf der Soziologie der Geschlechterverhältnisse, der Arbeitsteilung und des Lebenslaufs.  Dazu gehören insbesondere diese Aspekte:
- Geschichte und Soziologie der geschlechtsspezifischen Arbeitsteilung
- Frauenarbeitsplätze, Lohndumping und Erwerbsarbeit im Niedriglohnsektor
- Schattenarbeitsmarkt Privathaushalt und Informelle Arbeitsverhältnisse im Privaten
- Frauen als Existenzgründerinnen
- Soziologie des Alters
- Lebenssituation älterer LSBTI-Personen

Claudia Gather publizierte eine Vielzahl an wissenschaftlichen Studien und Publikationen. Sie war zudem 20 Jahre Redakteurin der interdisziplinären feministischen Zeitschrift Feministische Studien.
Für den Zweiten Gleichstellungsbericht der Bundesregierung, der 2011 veröffentlicht wurde, erstellte sie zusammen mit Kolleginnen die Expertise „(Solo)-Selbständigkeit als gleichstellungspolitische Herausforderung“.  Zum Thema „Vielfalt der Selbständigkeit“ gab sie 2014 einen viel beachteten Sammelband mit heraus.

## Publikationen (Auswahl)
- Dorothea Assig, Claudia Gather, Sabine Hübner: Voraussetzungen, Schwierigkeiten und Barrieren bei Existenzgründungen von Frauen. Untersuchungsbericht für den Senator für Wirtschaft und Arbeit. Berlin 1985.
- Claudia Gather, Sabine Hübner, Annie May: Chancengleichheit und Berufsbildung. Unternehmensgründung und -leitung durch Frauen. Die Situation in der Bundesrepublik Deutschland. CEDEFOP – Europäisches Zentrum für die Förderung der Berufsbildung, Berlin 1988.
- Martin Kohli, Claudia Gather, Harald Künemund, Beate Mücke, Jürgen Wolf, Wolfgang Voges: Je früher – desto besser? Die Verkürzung des Erwerbslebens am Beispiel des Vorruhestands in der chemischen Industrie. Sigma, Berlin 1989, ISBN 978-3-894046-00-2.
- Claudia Gather, Ute Gerhard, Karin Prinz, Mechthild Veil (Hrsg.): Frauen-Alterssicherung. Lebensläufe von Frauen und ihre Benachteiligung im Alter. Sigma, Berlin 1991, ISBN 978-3-894043-23-0.
- Claudia Gather: Konstruktionen von Geschlechterverhältnissen: Machtstrukturen und Arbeitsteilung bei Paaren im Übergang in den Ruhestand. Sigma, Berlin 1996, ISBN 978-3-894044-16-9.
- Claudia Gather, Birgit Geissler, Maria Rerrich: Weltmarkt Privathaushalt. Bezahlte Haushaltsarbeit im globalen Wandel. Westfälisches Dampfboot, Münster 2002, ISBN 978-3-896912-15-2.
- Claudia Gather, Eva Schulze, Tanja Schmidt, Eva Wascher: Selbstständige Frauen in Berlin – Erste Ergebnisse aus verschiedenen Datenquellen im Vergleich. Harriet-Taylor-Mill-Institut, Berlin, 2008
- Claudia Gather, Lena Schürmann, Heinz Zipprian: Self-employment of men supported by female breadwinners. In: International Journal of Gender and Entrepreneurship, 2016, 8 (4), S. 353–372.
- Ingrid Biermann, Claudia Gather: Mutterschutz in der Selbständigkeit. Strukturelle Merkmale des nicht abhängigen Erwerbs und erste Vorschläge für bessere Schutzrechte. In: Ursula Rust, Joachim Lange (Hrsg.): Mutterschutz für Selbständige? Umsetzungsbedarfe und -perspektiven der EU-Richtlinie 2010/41/EU in Deutschland, Loccumer Protokoll 80/14, Rehburg-Loccum 2016, S. 69–93.
- Gather, Claudia: Women the Second Sex: The Myth according to Simone de Beauvoir. A Feminist approach to Empirical Sociology in Germany. In: Andrea Duranti, Matteo Tuveri (Hrsg.): Proceedings of the 18th Conference of the Simone de Beauvoir Society. Yesterday, Today and Tomorrow. Cambridge Scholars Publishing, Newcastle 2017, S. 236–254.
- Claudia Gather, Lena Schürmann, Jeannette Trenkmann (Hrsg.): (Solo)-Selbständigkeit als gleichstellungspolitische Herausforderung. Expertise für den 2. Gleichstellungsbericht der Bundesregierung. 2017
- Lena Schürmann, Claudia Gather: Pflegearbeit im Wandel. In: Andrea Bührmann, Uwe Fachinger, Eva Welskop-Deffaa Eva (Hrsg.): Hybride Erwerbsformen. Springer, Berlin 2017, S. 157–188.
- Philipp Kenel, Claudia Gather, Ralf Lottmann: „Das war noch nie Thema hier, noch nie!“ Sexuelle Vielfalt in der Altenpflege – Perspektiven für ein Diversity Management. In: Pflege & Gesellschaft, 23 (3) 2018, S. 211–227. Peer Review Journal
- Ralf Lottmann, María do Mar Castro Varela, Claudia Gather, Ingrid Kollak: The Berlin Housing and Care Project „Lebensort Vielfalt“. Results of the GLESA research project. Journal of Gay and Lesbian Social Services, 2019 Peer Review Journal
- Claudia Gather: Gleichberechtigte Beteiligung von Frauen an den Hochschulen – Männer als Teil des Problems und Teil der Lösung. In: Erik Kraatz (Hrsg.): Die Aufgaben einer Hochschule für den öffentlichen Dienst im 21. Jahrhundert. tredition, Hamburg 2019, S. 91–112
- Claudia Gather: Der Markt wird’s nicht richten. Löhne in der Care Ökonomie. SozBlog, 2020.
- Sandra Wesenberg, Annett Eckloff, Marilena de Andrade, Joana Lanwehr, Conny Bredereck, Sigrid Betzelt, Claudia Gather, Silka Gahleitner: „... dass es jetzt ausnahmsweise mal eine Gruppe war, die wirklich auch bei Sachen geholfen hat“ – Ziele, Aufbau und Wirkungen einer hundegestützten Intervention für psychisch hoch belastete junge Menschen in therapeutischen Jugendwohngruppen. Verhaltenstherapie & psychosoziale Praxis, 53(1) 2021, S. 81–98